# Mount Decoeli
Mount Decoeli är ett berg i Kanada.   Det ligger i territoriet Yukon, i den västra delen av landet, 4 300 km väster om huvudstaden Ottawa. Toppen på Mount Decoeli är 2 318 meter över havet, eller 486 meter över den omgivande terrängen. Bredden vid basen är 2,5 km.
Terrängen runt Mount Decoeli är kuperad norrut, men söderut är den bergig. Trakten runt Mount Decoeli är nära nog obefolkad, med mindre än två invånare per kvadratkilometer.. Det finns inga samhällen i närheten.
Trakten runt Mount Decoeli består i huvudsak av gräsmarker.